# 3e étape du Tour d'Italie 2011
Pour un article plus général, voir Tour d'Italie 2011.
La 3e étape du Tour d'Italie 2011 s'est déroulée le lundi 9 mai 2011. Reggio d'Émilie est la ville de départ et Rapallo la ville d'arrivée. Le parcours se déroule sur un distance de 173 km. L'étape est endeuillée par la chute terrible de Wouter Weylandt suivie de son décès.
L'Espagnol Ángel Vicioso (Androni Giocattoli-CIPI) remporte cette étape, tandis que le Britannique David Millar (Garmin-Cervélo) s'empare du maillot rose.

## Profil de l'étape
Cette 3e étape se déroule sur un profil plat hormis la côte de Madonna delle Grazie situé à 9 kilomètres de l'arrivée. Même si les sprinteurs peuvent s'imposer, la dernière ascension peut-être décisive pour la victoire d'un groupe d'échappés.

### Déroulement de la course
Les coureurs ont à affronter un final difficile avec trois cols et côtes. En début d'étape, les équipes de sprinteur cadenassent le peloton, empêchant les échappées de prendre une avance suffisante. Quatre hommes s'extirpent du peloton : Davide Ricci Bitti (Farnese Vini), Ángel Vicioso (Androni Giocattoli-CIPI), Bart De Clercq (Omega Pharma-Lotto) et le néo-professionnel italien Gianluca Brambilla (Colnago-CSF Inox).
Leur avance croît ensuite jusqu'à 5 minutes 50 secondes mais à l'approche du Passo del Bocco premier col de ce giro 2011, l'écart décroît rapidement. Les équipes de sprinteurs parviennent à se rapprocher suffisamment pour espérer reprendre les fuyards. Derrière, Fabio Duarte est victime d'une chute sans gravité. Gianluca Brambilla passe en tête au sommet. La descente s'effectue sur le versant le plus pentu et le moins protégé car au contraire du versant escaladé, il ne dispose pas de ravin qui pourrait faire échappatoire en cas de chute à grande vitesse. Les échappés se dirigent vers Rapallo avec une avance proche d'une minute. Le peloton se lance dans l'étroite descente. L'étroitesse conduit les attardés à prendre des risques importants pour rentrer sur le peloton.
Les échappés sont repris dans l'avant dernière côte à la suite d'une attaque de Fabian Wegmann qui ne creuse pas l'écart sur le peloton, totalement désorganisé par la chute qui s'est produite dans la descente. Un petit groupe de cinq coureurs parvient à garder 18 secondes d'avance sur un peloton qui ne parvient pas à combler l'écart. Ángel Vicioso s'impose au sprint devant David Millar qui prend le maillot rose. Le peloton, qui est revenu à 21 secondes, est réglé par Sacha Modolo (Colnago-CSF Inox) qui devance Fabio Taborre (Androni Giocattoli-CIPI). Les favoris sont restés bloqués derrière et perdent beaucoup de temps.

### Chute mortelle deWouter Weylandt
La victoire de Vicioso est éclipsée par la mort de Wouter Weylandt, à la suite d'une chute dans la descente du Passo Del Bocco, la première côte de l'étape.
Il s'agit de la première chute mortelle sur le Giro depuis 25 ans et la première sur un grand Tour depuis Fabio Casartelli sur le Tour de France 1995. La dernière chute mortelle sur le giro était celle d'Emilio Ravasio dans un ravin en Sicile lors de la première étape du Giro 1986 le 15 mai 1986. Il est décédé deux semaines plus tard des suites de ses blessures.
Il s'agit du quatrième décès sur chute après Orfeo Ponsin en 1952, Juan Manuel Santisteban mort en 1976 après avoir percuté une glissière de sécurité en pleine descente et Emilio Ravasio en 1986. Le dernier décès dans une course professionnelle remonte au mois de septembre 2010, quand le jeune Thomas Casarotto avait été percuté par un chauffard lors de la troisième étape du Tour du Frioul.

## Côtes
| Premier   | Gianluca Brambilla | 5 pts |
| Deuxième  | Pavel Brutt        | 3 pts |
| Troisième | Bart De Clercq     | 2 pts |
| Quatrième | Davide Ricci Bitti | 1 pts |

| Premier   | Christophe Le Mével | 3 pts |
| Deuxième  | Pablo Lastras       | 2 pts |
| Troisième | Daniel Moreno       | 1 pts |

## Sprint volant
- Sprint volant à Chiavari (kilomètre 160,1)

| Premier   | Matteo Tosatto        | 5 pts |
| Deuxième  | Marco Marzano         | 4 pts |
| Troisième | Alberto Contador[n 1] | 3 pts |
| Quatrième | Aliaksandr Kuschynski | 2 pts |
| Cinquième | Stefano Garzelli      | 1 pts |

## Classement de l'étape
|    | Coureur             | Pays        | Équipe                  |    | Temps           |
| -- | ------------------- | ----------- | ----------------------- | -- | --------------- |
| 1  | Ángel Vicioso       | Espagne     | Androni Giocattoli-CIPI | en | 3 h 57 min 38 s |
| 2  | David Millar        | Royaume-Uni | Garmin-Cervélo          | +  | 0 s             |
| 3  | Pablo Lastras       | Espagne     | Movistar                |    | 0 s             |
| 4  | Daniel Moreno       | Espagne     | Team Katusha            |    | 0 s             |
| 5  | Christophe Le Mével | France      | Garmin-Cervélo          |    | 0 s             |
| 6  | Bram Tankink        | Pays-Bas    | Rabobank                |    | 12 s            |
| 7  | Jérôme Pineau       | France      | Quick Step              |    | 12 s            |
| 8  | Sacha Modolo        | Italie      | Colnago-CSF Inox        |    | 21 s            |
| 9  | Fabio Taborre       | Italie      | Acqua & Sapone          |    | 21 s            |
| 10 | Matteo Montaguti    | Italie      | AG2R La Mondiale        |    | 21 s            |

## Classement général
|    | Coureur             | Pays        | Équipe                  |    | Temps            |
| -- | ------------------- | ----------- | ----------------------- | -- | ---------------- |
| 1  | David Millar        | Royaume-Uni | Garmin-Cervélo          | en | 10 h 04 min 29 s |
| 2  | Ángel Vicioso       | Espagne     | Androni Giocattoli-CIPI | +  | 7 s              |
| 3  | Kanstantsin Siutsou | Biélorussie | Team HTC-Highroad       |    | 9 s              |
| 4  | Marco Pinotti       | Italie      | Team HTC-Highroad       |    | 9 s              |
| 5  | Craig Lewis         | États-Unis  | Team HTC-Highroad       |    | 9 s              |
| 6  | Christophe Le Mével | France      | Garmin-Cervélo          |    | 12 s             |
| 7  | Alessandro Petacchi | Italie      | Lampre-ISD              |    | 13 s             |
| 8  | Pablo Lastras       | Espagne     | Movistar                |    | 18 s             |
| 9  | Yaroslav Popovych   | Ukraine     | Team RadioShack         |    | 19 s             |
| 10 | Tiago Machado       | Portugal    | Team RadioShack         |    | 19 s             |

## Classements annexes

### Classement par points
|   | Cycliste            | Équipe                  | Points |
| - | ------------------- | ----------------------- | ------ |
| 1 | Alessandro Petacchi | Lampre-ISD              | 28 pts |
| 2 | Ángel Vicioso       | Androni Giocattoli-CIPI | 25 pts |
| 3 | David Millar        | Garmin-Cervélo          | 20 pts |

### Classement du meilleur grimpeur
|   | Cycliste            | Équipe             | Points |
| - | ------------------- | ------------------ | ------ |
| 1 | Gianluca Brambilla  | Colnago-CSF Inox   | 5 pts  |
| 2 | Christophe Le Mével | Garmin-Cervélo     | 3 pts  |
| 3 | Sebastian Lang      | Omega Pharma-Lotto | 3 pts  |

### Classement du meilleur jeune
| Cycliste       | Équipe              | Temps | Temps            |
| -------------- | ------------------- | ----- | ---------------- |
| Jan Bakelandts | Omega Pharma-Lotto  | en    | 10 h 04 min 58 s |
| Eros Capecchi  | Liquigas-Cannondale | +     | 2 s              |
| Diego Ulissi   | Lampre-ISD          |       | 4 s              |

### Classement par équipes aux temps
| Équipe              | Temps | Temps            |
| ------------------- | ----- | ---------------- |
| Garmin-Cervélo      | en    | 29 h 31 min 38 s |
| Team HTC-Highroad   | +     | 18 s             |
| Liquigas-Cannondale |       | 28 s             |

### Classement par équipes aux points
| Équipe                  | Points |
| ----------------------- | ------ |
| Garmin-Cervélo          | 73 pts |
| Androni Giocattoli-CIPI | 49 pts |
| Liquigas-Cannondale     | 47 pts |

## Abandon
- Wouter Weylandt (Team Leopard-Trek), victime d'une chute mortelle dans la descente du Passo del Bocco, la dernière côte de l'étape.